# Франчотти, Маркантонио
Маркантонио Франчотти ( Marcantonio Franciotti; 8 сентября 1592, Лукка, Республика Лукка — 8 февраля 1666, Рим, Папская область) — итальянский куриальный кардинал. Генеральный аудитор Апостольской Палаты с 19 ноября 1629 по 30 марта 1637. Епископ Лукки с 30 марта 1637 по 31 июля 1645. Апостольский легат в Романье с 21 мая 1640 по 20 октября 1642. Камерленго Священной Коллегии кардиналов с 1 февраля 1649 по 10 января 1650. Кардинал in pectore с 28 ноября 1633 по 30 марта 1637. Кардинал-священник с 30 марта 1637, с титулом церкви Сан-Клементе с 17 августа 1637 по 19 декабря 1639. Кардинал-священник с титулом церкви Санта-Мария-делла-Паче с 19 декабря 1639 по 8 февраля 1666.